# Shotgun house

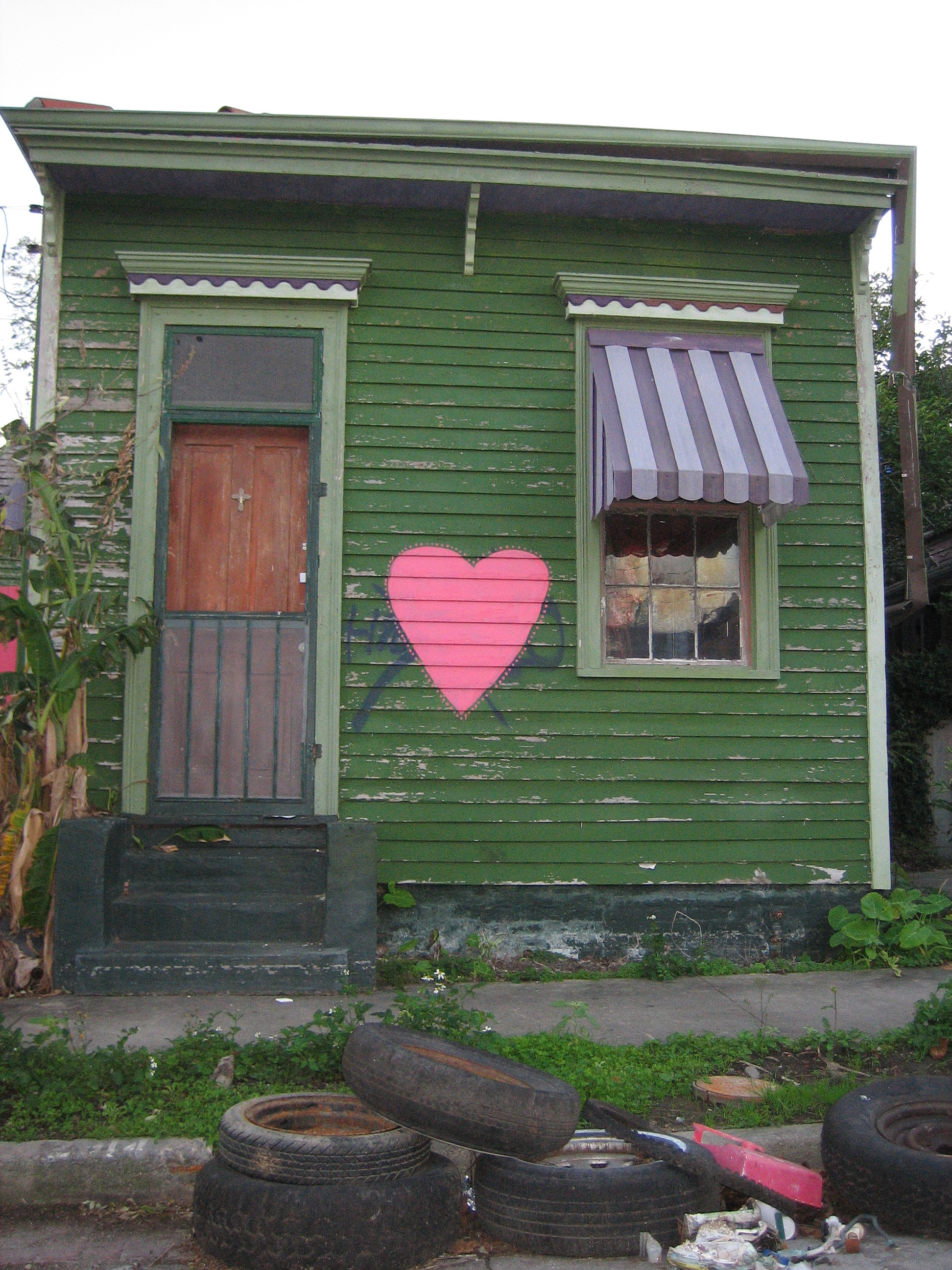
Een klein shotgun house in New Orleans, vlak na orkaan Katrina. Shotgun houses hebben een smalle, rechthoekige bouw en bestaan uit drie tot vijf kamers op een rij zonder gangen.

Een shotgun house, ook wel shotgun shack, shotgun hut of shotgun cottage, is een smal rechthoekig woonhuis, meestal niet breder dan ongeveer 3,5 meter, met kamers die achter elkaar op rij liggen en deuren aan beide uiteinden van het huis. Tussen het einde van de Amerikaanse Burgeroorlog (1861-1865) en de jaren 1920 was dit het meest veelvoorkomende soort huis in de zuidelijke Verenigde Staten. Een huis dat in meerdere woningen is verdeeld wordt een 'shotgun apartment' genoemd. Een zogeheten 'railroad apartment' lijkt erop, maar in plaats van dat in iedere kamer de deur naar de volgende ligt, heeft een 'railroad apartment' een gang aan de zijkant van waaruit men in de kamers komt (vergelijkbaar met de compartimenten van een passagierstrein).
Een lang geopperde theorie is dat de bouwstijl te herleiden is naar Afrika en door Haïtiaanse invloeden in New Orleans terecht is gekomen, maar de huizen zijn ver van New Orleans terug te vinden: van Chicago tot Texas en Florida. Hoewel shotgun houses in eerste instantie door zowel de middenklasse als door de armen werden bewoond, werden ze halverwege de 20e eeuw een symbool van armoede. Stadsvernieuwing leidde ertoe dat veel van deze huizen werden gesloopt, maar in buurten waar opwaardering plaats heeft gevonden zijn er een aantal gerenoveerd en behouden als cultureel erfgoed.
Een aantal varianten van het shotgun house bieden meer mogelijkheden en ruimte, en veel ervan zijn aangepast op de behoeften van de moderne bewoner. De oudste shotgun houses hadden geen riolering, maar dit werd vaak later toegevoegd, meestal achter in het huis (en soms op een primitieve manier). Bij 'double-barrel' (dubbelloops) of 'double' (dubbele) shotgun houses werden twee shotgun houses met een gezamenlijke muur aan elkaar gebouwd, waardoor er meer woningen in een buurt pasten. De shotgun house-variant 'camelback' (kamelenrug) heeft een tweede verdieping aan de achterkant van het huis. Soms zijn de huizen zodanig verbouwd dat de hele indeling is veranderd en er gangen zijn ontstaan.

## Geschiedenis

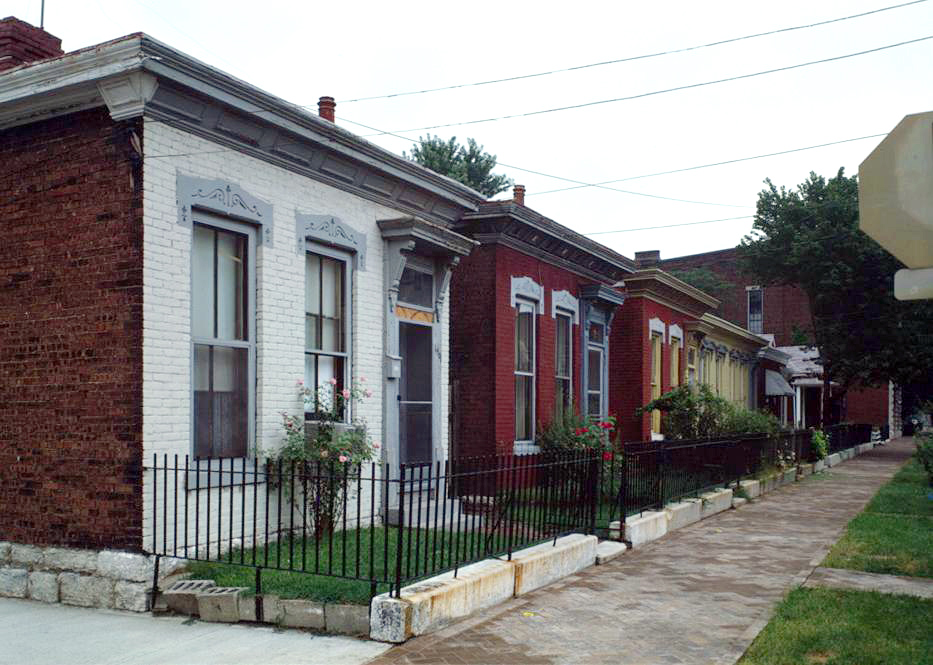
Dicht op elkaar gebouwde shotgun houses in Louisville, Kentucky. In steden werden shotgun houses dicht op elkaar gebouwd.

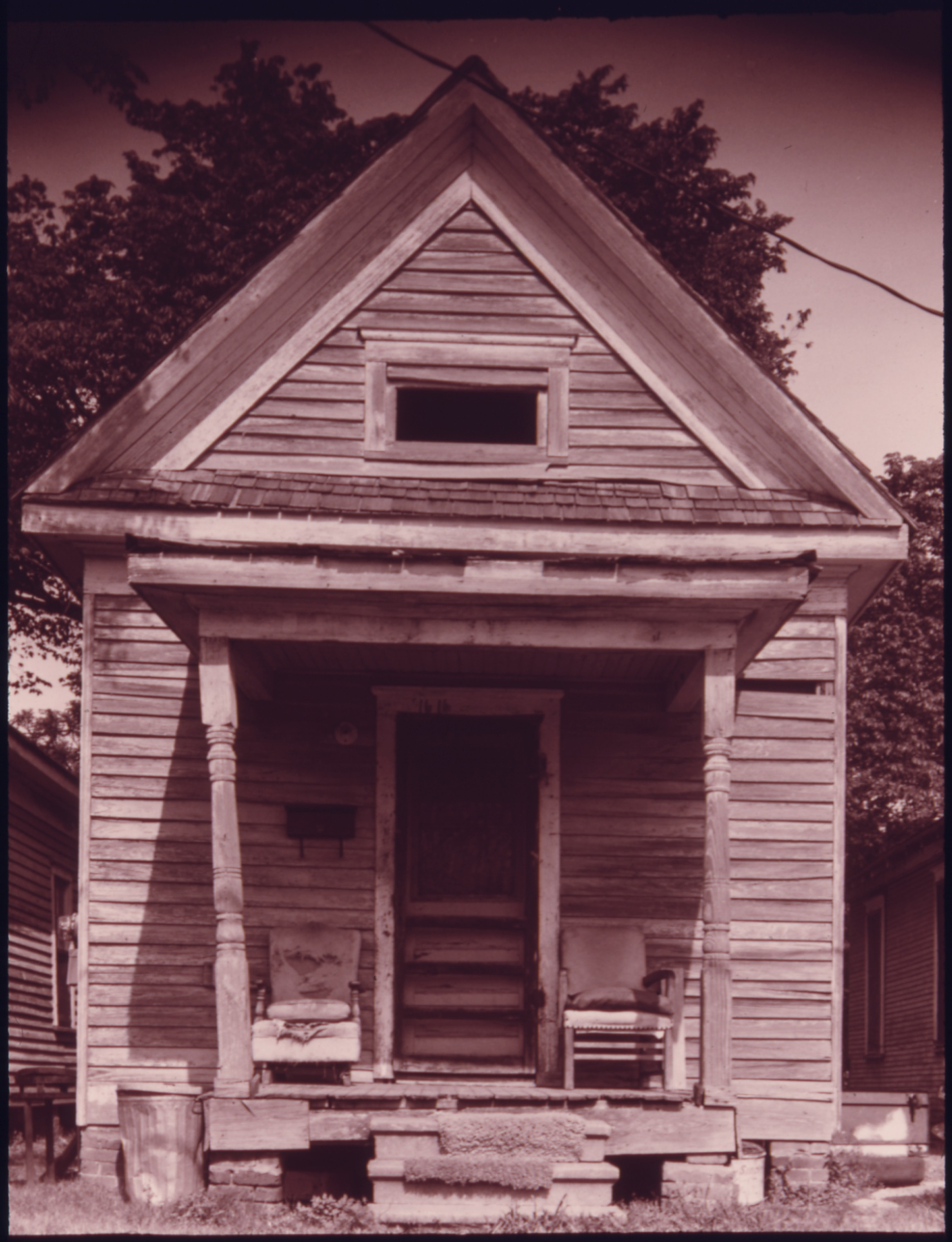
Shotgun house in Houston, Texas, 1973.

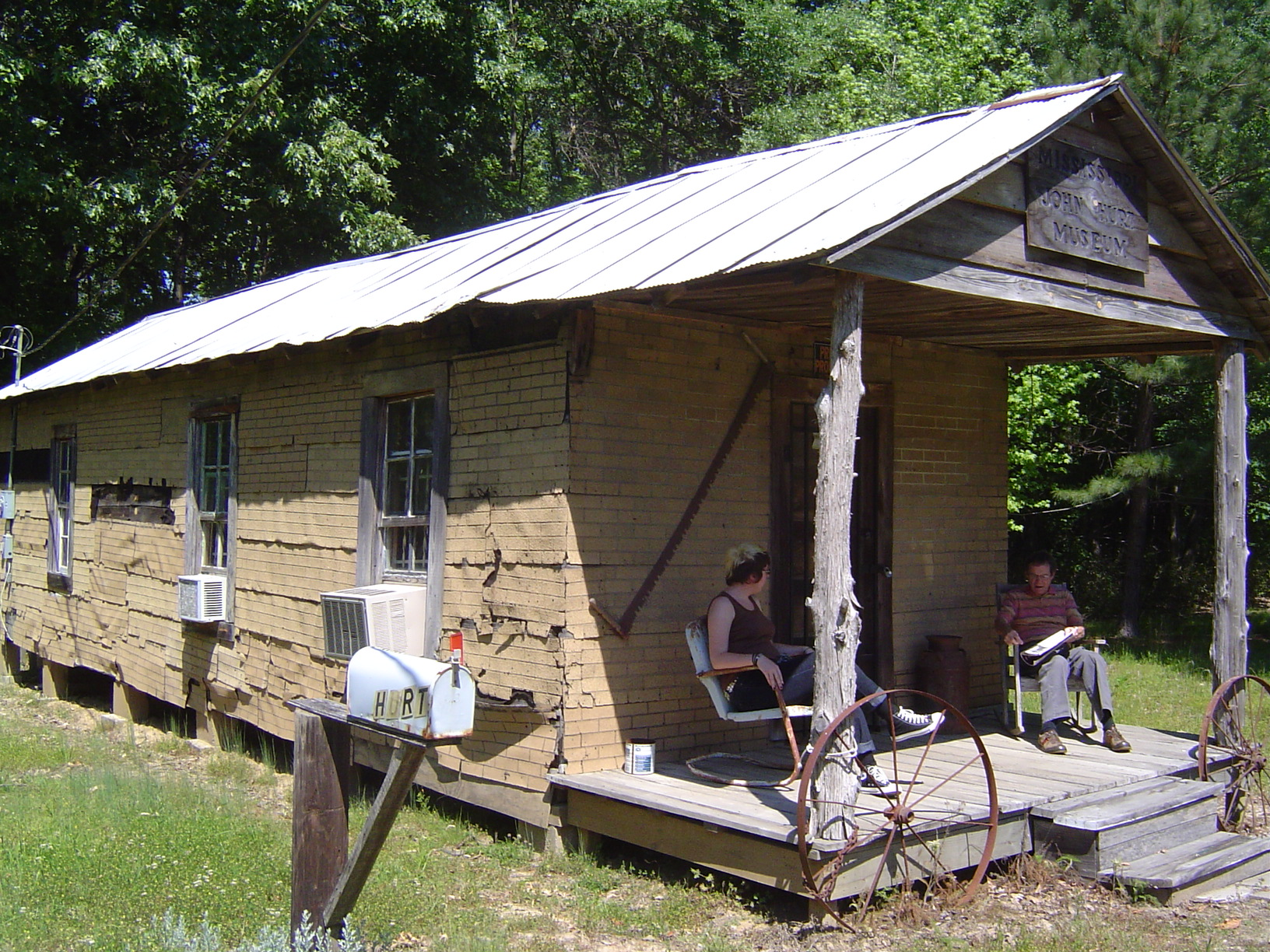
Een vrijstaande shotgun in Mississippi waar Mississippi John Hurt woonde. Dit is nu een museum.

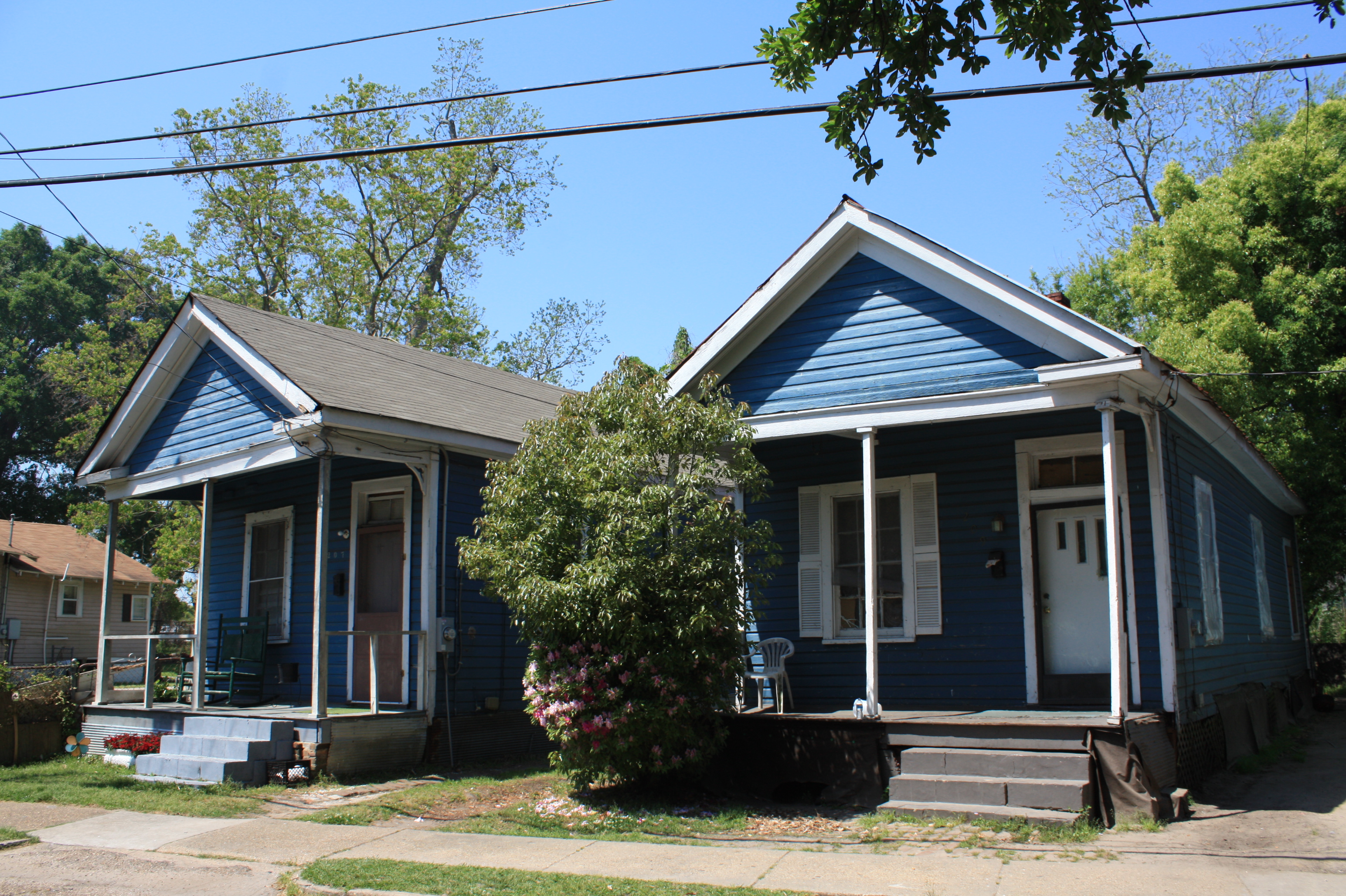
Twee vrijstaande shotgun houses uit de jaren 1920 in Mobile, Alabama.

Er is veel discussie over de oorsprong van zowel het shotgun house zelf als de benaming ervan, vooral nu er sinds orkaan Katrina regelmatig conflicten zijn tussen nieuwbouw- en cultureel erfgoedprojecten.
Veel mensen geloven de theorie van architectuurhistoricus Samuel Wilson Jr. uit New Orleans, die stelde dat shotgunhouseachtige woningen ontstonden in de Creoolse buitenwijken (faubourgs) van New Orleans begin 19e eeuw. Volgens hem verwijst de term 'shotgun' naar het idee dat een jachtgeweerkogel die door de voordeur wordt afgevuurd onverstoord door het huis en de achterdeur zal vliegen als alle deuren zijn geopend.
Folklorist en hoogleraar John Michael Vlach denkt echter dat de oorsprong van de naam en bouwstijl te vinden zijn in het Haïti en Afrika van tijdens of voor de 18e eeuw. Volgens Vlach komt de naam mogelijk van een term uit de Dahomey Fon-gebieden: 'to-gun', wat 'verzamelplaats' betekent. Deze term, die waarschijnlijk door Afro-Haïtiaanse slaven in New Orleans werd gebruikt, kan verkeerd gehoord zijn en geïnterpreteerd als 'shotgun'. James Deetz ondersteunde de theorie van Vlach met archeologisch bewijs voor de Afrikaanse oorsprong, dat hij vond zijn opgraving bij Parting Ways – een nederzetting van bevrijde slaven in Plymouth, Massachusetts uit de jaren 1790. Zijn haastige interpretatie van extreem beperkt bewijs (twee kamers die 'wel of niet zijn samengevoegd') wordt door sommigen echter als 'voorbarig' gezien. Vlachs theorie achter de Afrikaanse oorsprong is gebaseerd op de geschiedenis van New Orleans. In 1803 waren er 1.355 vrije zwarte mensen in de stad. In 1810 woonden er veel meer zwarte dan blanke mensen: 10.500 tegenover 4.500. Hierdoor ontstond een enorme vraag naar woonruimte. Omdat een groot gedeelte van zowel de bouwers als de bewoners van de huizen Haïtianen met Afrikaanse oorsprong waren, vond Vlach het logisch dat ze hun nieuw huizen op dezelfde manier bouwden als de huizen die ze in hun thuisland hadden achtergelaten. Veel van de uit deze periode afkomstige huizen in Haïti (waaronder zo'n 15 procent van de huizen in Port-au-Prince) zijn vergelijkbaar met de vrijstaande shotgun houses in New Orleans.
Het shotgun house begon zijn opmars in New Orleans en, zoals Fred Kniffen in de jaren 1930 al bewees met zijn enquête over de soorten huizen in de staat Louisiana, verspreidde zich van daaruit naar andere plekken. Het is zeker dat in New Orleans al vanaf 1832 shotgun houses werden gebouwd, hoewel er ook bewijs is dat de huizen die in de jaren 1830 werden verkocht al 15 tot 20 jaar eerder werden gebouwd.
Een eenvoudige theorie over de oorsprong van de bouwstijl is dat het gewoon een variant is van de voor het zuidelijke Amerikaanse platteland typerende één-kamer-diepe indeling, maar dan gedraaid om op smalle stadspercelen te passen. Dat soort huizen werden overal in de warme steden van het zuiden gebouwd, omdat de diepte een efficiënte ventilatie toeliet en omdat er dankzij de smalle gevels meer huizen in een straat gebouwd konden worden. Het ontwerp werd zo vaak gebruikt dat de woningvoorraad van sommige steden in het zuiden naar schatting zelfs nu nog voor 10% of meer uit shotgun houses bestaat.
Het gebruik van 'shotgun house' als benaming van een dergelijk huis vond, voor zover bekend, voor het eerst plaats in een advertentie in de Atlanta Journal-Constitution op 30 augustus 1903:
Twee driekamerwoningen in de buurt van het overstelterrein bij de spoorovergang op Simpson Street, huur $12 voor goede huurders die vooraf betalen; prijs $1.200 in termijnen of $100 contant, saldo $15 per maand; een combinatie van investering en spaarbank; dit zijn geen schuren, maar mooie en goed onderhouden shot-gun houses

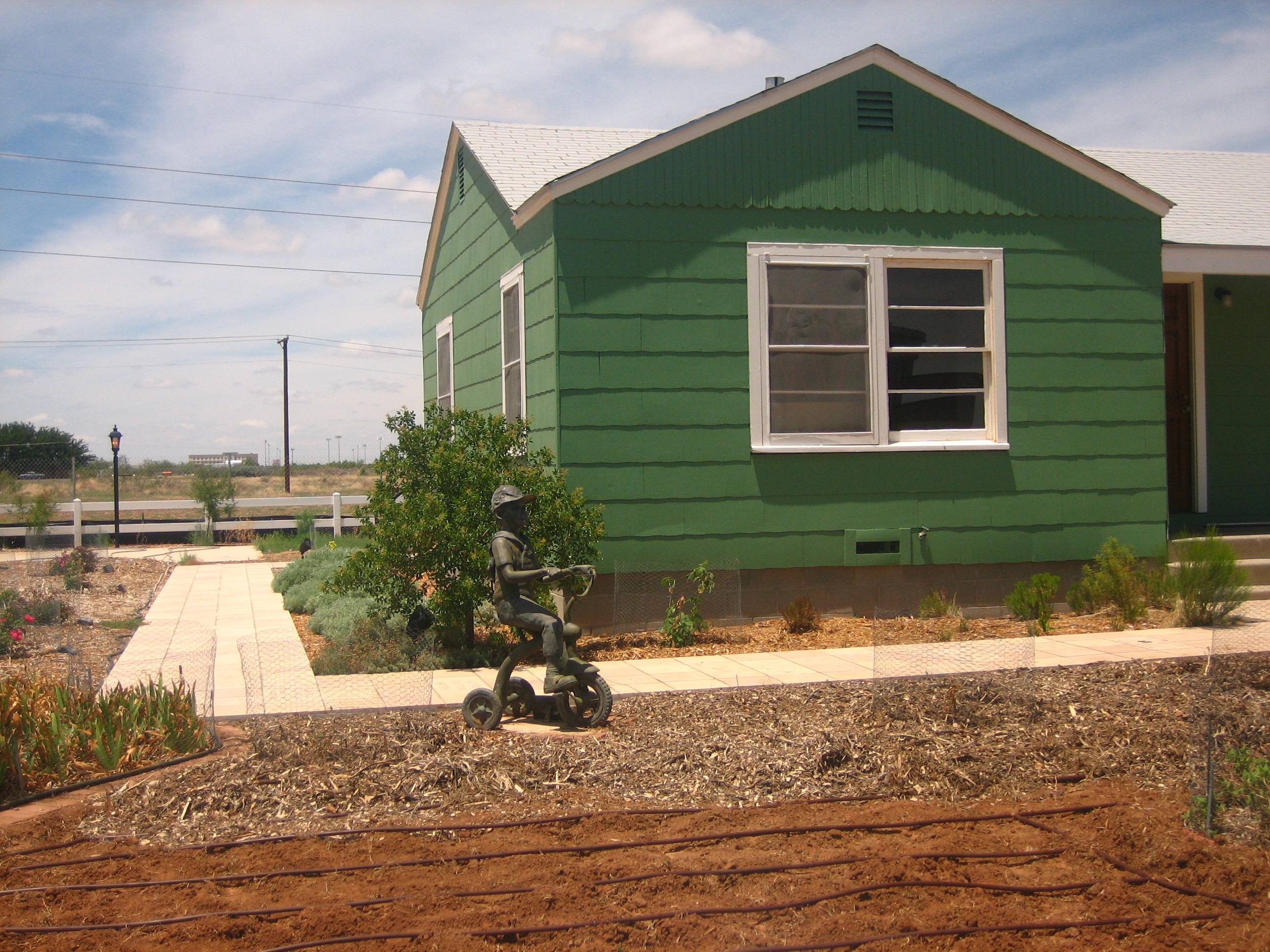
Het shotgun house van George H.W. Bush in Odessa

Hoewel shotgun houses in deze advertentie worden voorgedaan als een aantrekkelijk huisvestingsalternatief voor de arbeidersklasse, besloot een rechtbank in Tennessee in 1929 dat shotgun houses alleen aan een specifieke klasse hele arme huurders mochten worden verhuurd. Na de Grote Depressie werden nog weinig shotgun houses gebouwd, en de bestaande huizen raakten in verval. Aan het einde van de 20e eeuw werden shotgun houses in sommige regio’s opgeknapt, als woningen of voor ander gebruik.
Shotgun houses waren in eerste instantie vaak bedoeld als huurwoningen in de buurt van industriegebieden of spoorwegknooppunten, om arbeiders te huisvesten. Fabriekseigenaren lieten de huizen vaak zelf bouwen om aan hun werknemers te verhuren, meestal voor een paar dollar per maand. Aan het einde van de 20e eeuw waren de bewoners van de huizen vaak echter ook de eigenaar. Dit was bijvoorbeeld het geval bij 85% van de huizen in de buurt Lower Ninth Ward in New Orleans, waar veel shotgun houses stonden.
Shotgun houses waren het populairst toen geen tot weinig mensen auto’s hadden, en iedereen dicht bij hun werk en ander belangrijke locaties moest wonen. De percelen waren klein, hoogstens 9 meter breed. Door de grote stroom mensen die (zowel vanuit het Amerikaanse platteland als uit het buitenland) naar de stad trokken en fabriekswerk zochten, was de vraag naar woonruimte in de steden groot. Shotgun houses dienden dezelfde functie als de in noordoostelijke steden veelvoorkomende rijtjeshuizen. Vaak bouwde een enkele aannemer meerdere shotgun houses tegelijk, waardoor veel er hetzelfde uitzagen.

## Typische eigenschappen

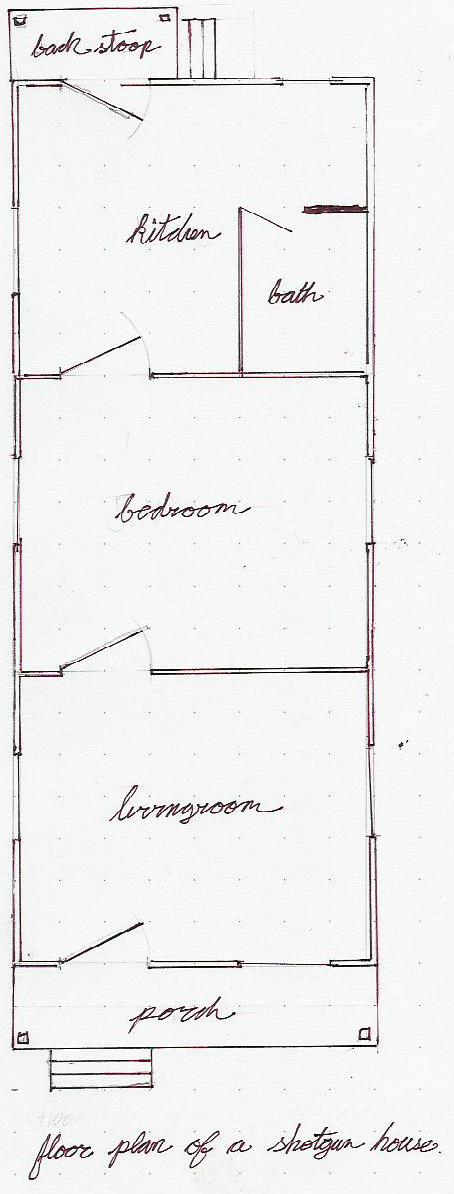
Plattegrond van een typische vrijstaande shotgun met badkamer.

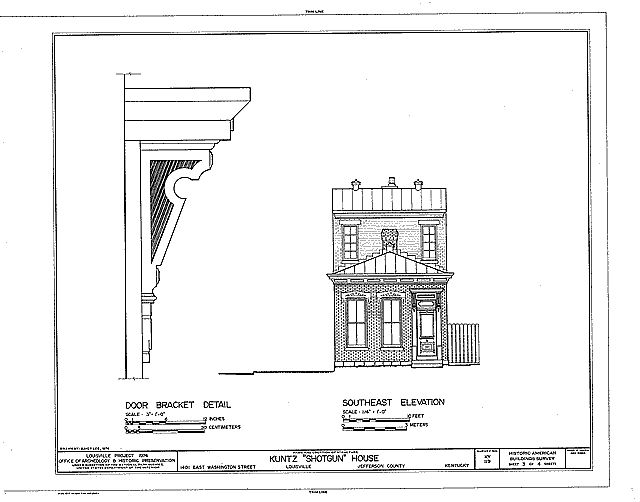
Schets van een typische camelback – een shotgun house met anderhalve verdieping – met een gedetailleerde schets van een typische decoratieve houten deurbeugel.

De kamers van een shotgun house liggen achter elkaar op rij, met voorin meestal de woonkamer, dan een of twee slaapkamers, en helemaal achterin de keuken. De oudste shotgun houses hadden toen ze werden gebouwd geen badkamer, maar latere varianten hadden een badkamer met een korte gang tussen de achterste en een-na-achterste kamer, of een aanbouw bij de keuken. Sommige shotguns hebben maar twee kamers.
Schoorstenen zijn vaak in het huis gebouwd, waardoor de voorste en middelste kamer een schoorsteen delen en elk een eigen open haard kunnen hebben. De keuken heeft meestal zijn eigen schoorsteen.
Shotgun houses hebben naast de algemene indeling nog meer standaardeigenschappen. Het huis ligt bijna altijd dicht aan straat, soms met een kleine voortuin en soms direct aan de stoep. De originele trap naar de voordeur is van hout, maar bij veel huizen vervangen door een duurzame betonnen trap.
Het huis is meestal 60 tot 90 centimeter van de grond verhoogd, wat de oorsprong in New Orleans verraadt. Aan de voorkant zit een enkele deur en raam, en vaak is er een zijdeur aan de buitenkant van de achterste kamer, die iets breder is dan de rest van het huis. De voordeur en het voorste raam waren oorspronkelijk vaak bedekt met decoratieve luiken. Zijmuren hebben soms ramen en soms niet; de kamers die geen buitendeuren hebben, hebben vaak minstens één raam, zelfs als de huizen heel dicht op elkaar zijn gebouwd.
Shotgun houses bestaan over het algemeen uit een houten geraamte bedekt met houten panelen, maar sommige zijn van baksteen of zelfs natuursteen gebouwd. Veel shotgun houses, vooral de oudere en goedkopere, hebben platte daken waarvan de rand gelijk loopt met de voorste muur. Bij huizen van na 1880 steekt het dak meestal een stuk over de voorste muur heen, met een puntgevel boven het overhangende stuk. Het uitsteeksel wordt meestal ondersteund door decoratieve beugels, en heeft soms gietijzeren ventilatieroosters.
De kamers zijn groot, en hebben relatief hoge plafonds voor koeling; als warme lucht ruimte heeft om op te stijgen, zijn de lagere gedeeltes van de kamers vaak koeler. Omdat er geen gangen zijn, loopt frisse lucht efficiënt door alle kamers. Kamers hebben meestal versieringen zoals decoratieve plinten, plafondrozetten, en gedetailleerd houtwerk. In steden als New Orleans werden uitvoerig versierde maar massageproduceerde beugels en andere ornamenten voor shotgun houses geproduceerd die zelfs voor armere huiseigenaren betaalbaar waren.

## Varianten

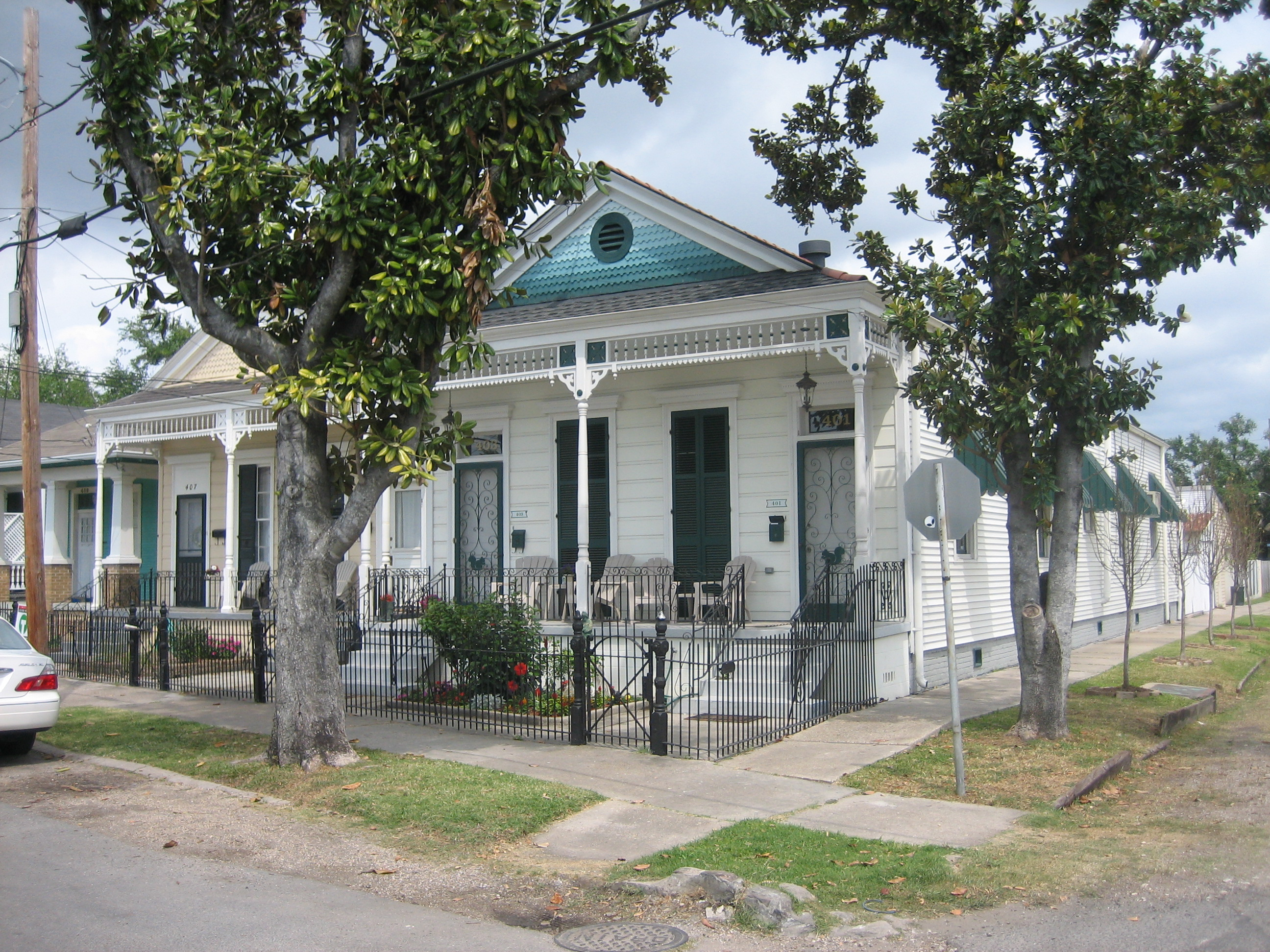
Dubbele shotgun houses (hier: New Orleans) waren een vorm van huisvesting voor meerdere gezinnen. Ze hebben een gezamenlijke muur.

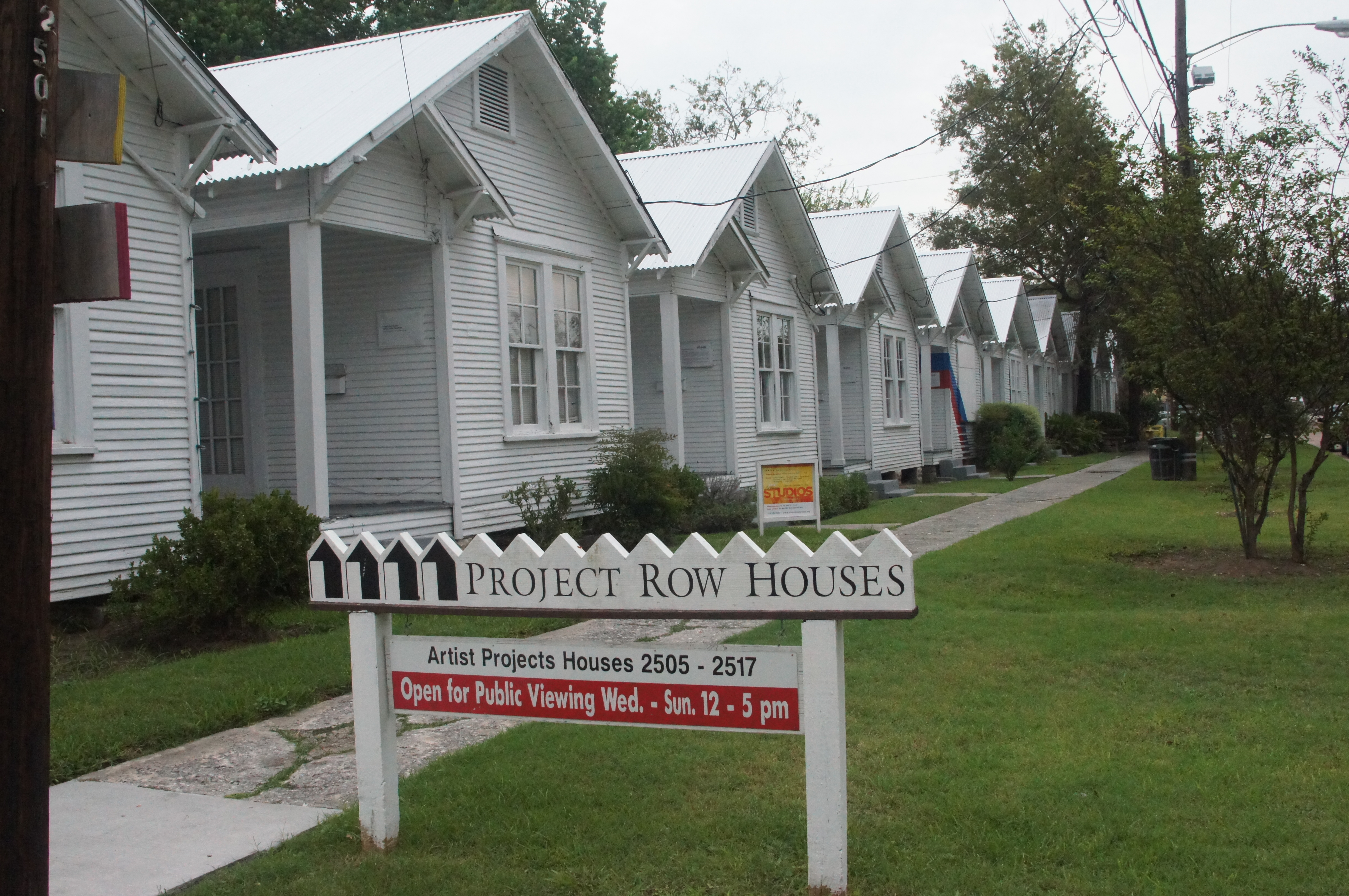
Rij shotgun houses in Houston

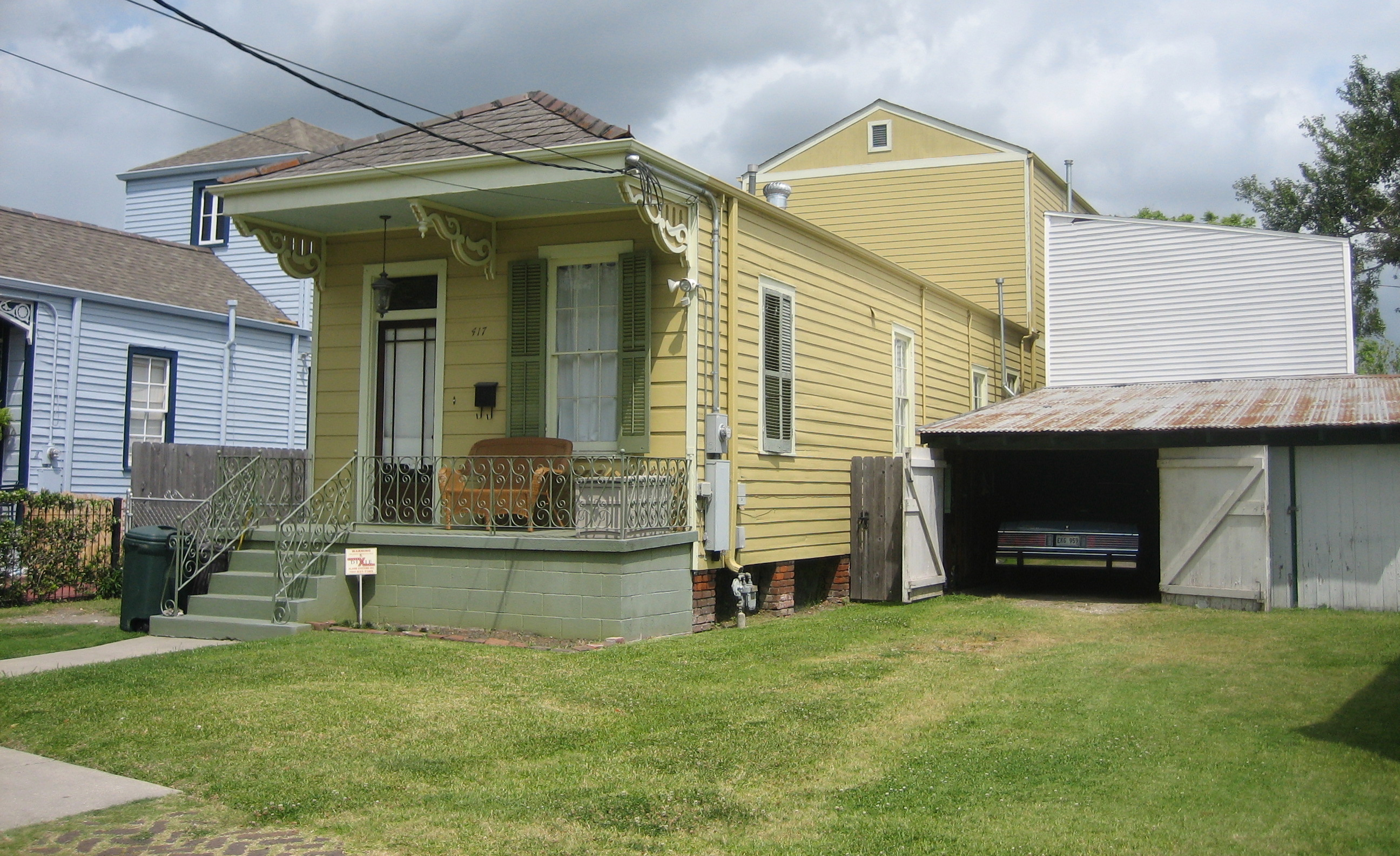
Klassiek camelback shotgun house in New Orleans.

Een conventioneel vrijstaand shotgun house met één verdieping wordt vaak een single shotgun genoemd. Hierop zijn een groot aantal veelvoorkomende variaties, die in steden meestal nog meer gebouwd werden dan de single shotgun zelf.
Een double shotgun, ook wel double-barrel shotgun, zijn twee shotgun houses die aan elkaar vastzitten en een gezamenlijke muur hebben. Dit is een vorm van twee-onder-een-kapwoning. De double shotgun kost minder land per huishouden dan de traditionele shotgun en werd veel gebouwd in armere gebieden, omdat dit minder bouwmateriaal en minder land per bewoner kostte. Deze bouwstijl kwam als eerste voor in New Orleans, in 1854.
Een camelback house, ook wel een humpback (bultrug) genoemd, is een variatie met een gedeeltelijke tweede verdieping aan de achterkant van het huis. Camelback houses waren een van de latere soorten shotgun house. De indeling en bouw lijkt erg op die van de traditionele shotgun house, maar de achterste kamer heeft een trap die naar de tweede verdieping leidt. De tweede verdieping, of 'bult', heeft één tot vier kamers. Omdat maar een gedeelte van het huis een tweede verdieping had, werd het in de meeste steden als een huis met één verdieping belast; dit was een van de belangrijkste redenen waarom camelbacks gebouwd werden.
De double-width (dubbel-brede) shotgun is een extra groot en breed shotgun house, gebouwd op twee percelen in plaats van een. Hiervan stond er meestal één per stadsblok, vaak omdat de eigenaar van het blok een twee keer zo groot huis voor zichzelf bouwde en de rest van het blok volbouwde met standaardformaat huizen op een enkel perceel.
Er bestaat ook een combinatie van de twee laatstgenoemde vormen: de double camelback (dubbele kamelenrug) shotgun. Sommige huizen hebben kleine variaties, zoals een zijdeur die naar de keuken leidt of een veranda die langs bijna de gehele lengte van het huis oploopt.
North shore (noordoever) houses zijn shotgun houses met brede veranda's aan drie kanten. Ze werden zo genoemd omdat ze aan de noordoever van het meer Lake Pontchartrain in New Orleans werden gebouwd als vakantiehuizen voor rijke blanken.
De term 'north shore' slaat soms ook op een andere bouwvorm die veel op het platteland en in kleine dorpen werd gebruikt: een klein, langwerpig vrijstaand huis zonder gangen, meestal van hout. In tegenstelling tot de grotere, rijtjeshuis-achtige variant heeft dit soort huis vaak maar een enkele verdieping. Het werd gezien als huisvesting voor armen, maar was populair omdat het er koel bleef bij warm weer. De bouwstijl van de north shore is terug te vinden in de double shotgun, die ruimte biedt voor een of twee huishoudens. Beide stijlen kwamen veel voor rondom zaagmolens, waar dergelijke huizen nog steeds te vinden zijn.

## Verval en nalatenschap

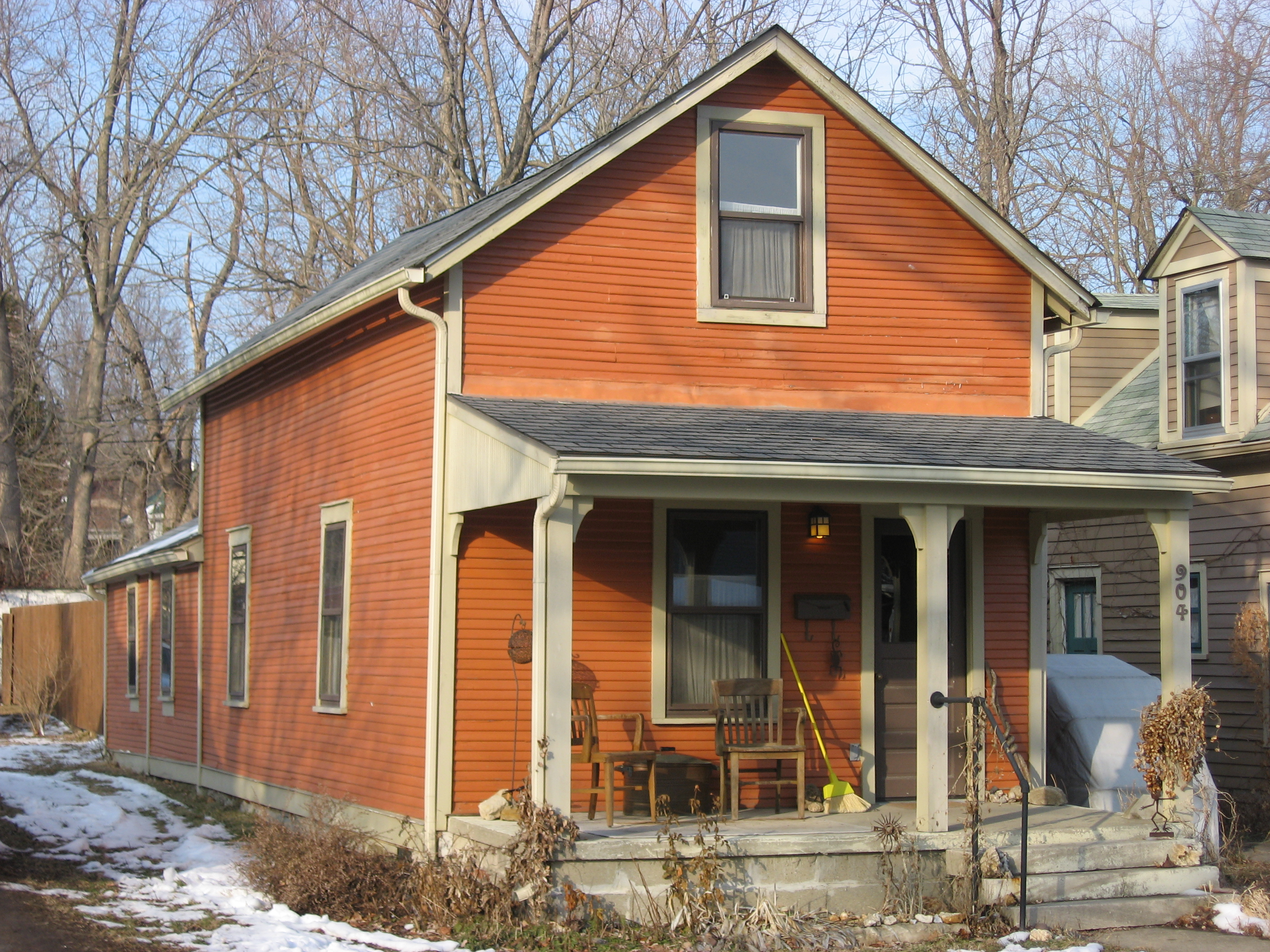
Een vrijstaand shotgun house in Bloomington, Indiana.

Er werden steeds minder nieuwe shotgun houses gebouwd, tot ze begin 20e eeuw zelfs helemaal niet meer werden gebouwd. Omdat twee technologische innovaties – de auto en de airconditioner – steeds betaalbaarder werden, waren de grote voordelen van shotgun houses steeds minder belangrijk voor huiseigenaren. Na de Tweede Wereldoorlog waren shotgun houses nauwelijks aantrekkelijk voor mensen die een nieuw huis wilden kopen of bouwen, omdat er massaal op auto's bedachte buitenwijken werden neergezet. Na de oorlog werden nog weinig nieuwe shotgun houses gebouwd, maar het idee van een simpel huis met een enkele verdieping leefde door in ranch-style huizen.
De overgebleven stedelijke shotgun houses hadden dezelfde problemen als de binnensteden waarin ze stonden: De rijkere burgers vluchtten naar de buitenwijken, veel huizen stonden leeg en er was een tekort aan hypotheekverstrekkers voor mensen in de binnenstad. Dit alles leidde ertoe dat shotgun houses in de tweede helft van de 20e eeuw in verval begonnen te raken. Het feit dat de huizen vaak van generatie op generatie werden doorgegeven en de eigenaren hierdoor lastig te bepalen waren, was ook een reden dat veel huizen jarenlang leeg stonden.
Vaak wordt gedacht dat shotgun houses vooral in arme Afro-Amerikaanse buurten stonden, maar een groot gedeelte van de huizenvoorraad van gesegregeerde blanke buurten bestond uit dit soort huizen. Veel van deze voorheen gesegregeerde buurten waren na de jaren 1950 en 1960 grotendeels zwart, maar veel andere bleven overwegend blank.
Ongeacht de soort inwoners hadden shotgun houses tussen de Tweede Wereldoorlog en de jaren '80 een reputatie als armoedige en ondermaatse huisvesting, en een groot deel ervan werd gesloopt door nieuwbouwprojecten. Er wordt tegenwoordig echter een stuk positiever over shotgun houses gedacht, en steden als Charlotte in North Carolina hebben speciale 'historische districten' voor shotgun houses. Sommigen zien de huizen zelfs als cultureel erfgoed, en als goede en kostenefficiënte huisvesting die bij een unieke stedelijke levensstijl past. Steden als Macon in Georgia experimenteerden met de renovatie van shotgun houses voor mensen met een laag inkomen, en hoewel het niet zeker was dat renovatie goedkoper zou zijn dan nieuwbouw op dezelfde grond, werden enkele huizen gerenoveerd.
Tot op de dag van vandaag zijn in oudere zuidelijke Amerikaanse steden een aantal grote buurten met een hoge concentratie shotgun houses. Voorbeelden hiervan zijn Third Ward in Houston, Bywater in New Orleans, The Hill in Saint Louis, Cabbagetown in Atlanta, en Portland, Butchertown en Germantown in Louisville. De rol die shotgun houses in de geschiedenis van het Amerikaanse zuiden hebben gehad wordt steeds meer erkend. In oktober 2001 sponsorde Rice University in Houston bijvoorbeeld de tentoonstelling 'Shotguns 2001'. Tijdens dit drie dagen durende evenement werden lezingen gehouden over shotgun houses, schilderijen erover tentoongesteld, en presentaties en discussies gehouden in buurten met opgeknapte shotguns.
In sommige buurten met veel shotgun houses zijn de huizenprijzen erg hoog, wat tot opwaardering heeft geleid. Soms kopen mensen beide huizen in een double-barrel en voegen ze deze samen tot een relatief groot enkel huis. Shotgun houses worden ook vaak samengevoegd om als kantoor- of opslagruimte te dienen.

## Een kortdurende opleving
Sommige elementen van shotgun houses zijn overgenomen in de bouwwerken van de Solar Decathlon in Washington D.C., een periodieke wedstrijd waarbij compacte huizen voor een klein aantal inwoners worden gebouwd. Hoewel sommige gebouwen ter plaatse van panelen in elkaar worden gezet, bestaan veel van de huizen uit enkele of meerdere afgesloten eenheden die per vrachtwagen kunnen worden vervoerd, met verschillende modules die ter plaatse aan elkaar worden gebouwd. De compacte en rechte gebouwen hebben vaak multifunctionele 'zones' in plaats van specifieke kamers, maar nog steeds een rechtlijnige opvolging van ruimtes.
In 2011 schreef The Courier-Journal, de dagelijkse krant van Louisville in Kentucky, dat in het zuidwesten van Louisville nieuwe shotgun houses gebouwd werden door een plaatselijke non-profitorganisatie die betaalbare huisvesting bouwt en renoveert.

## Invloed op populaire media en zuidelijke cultuur

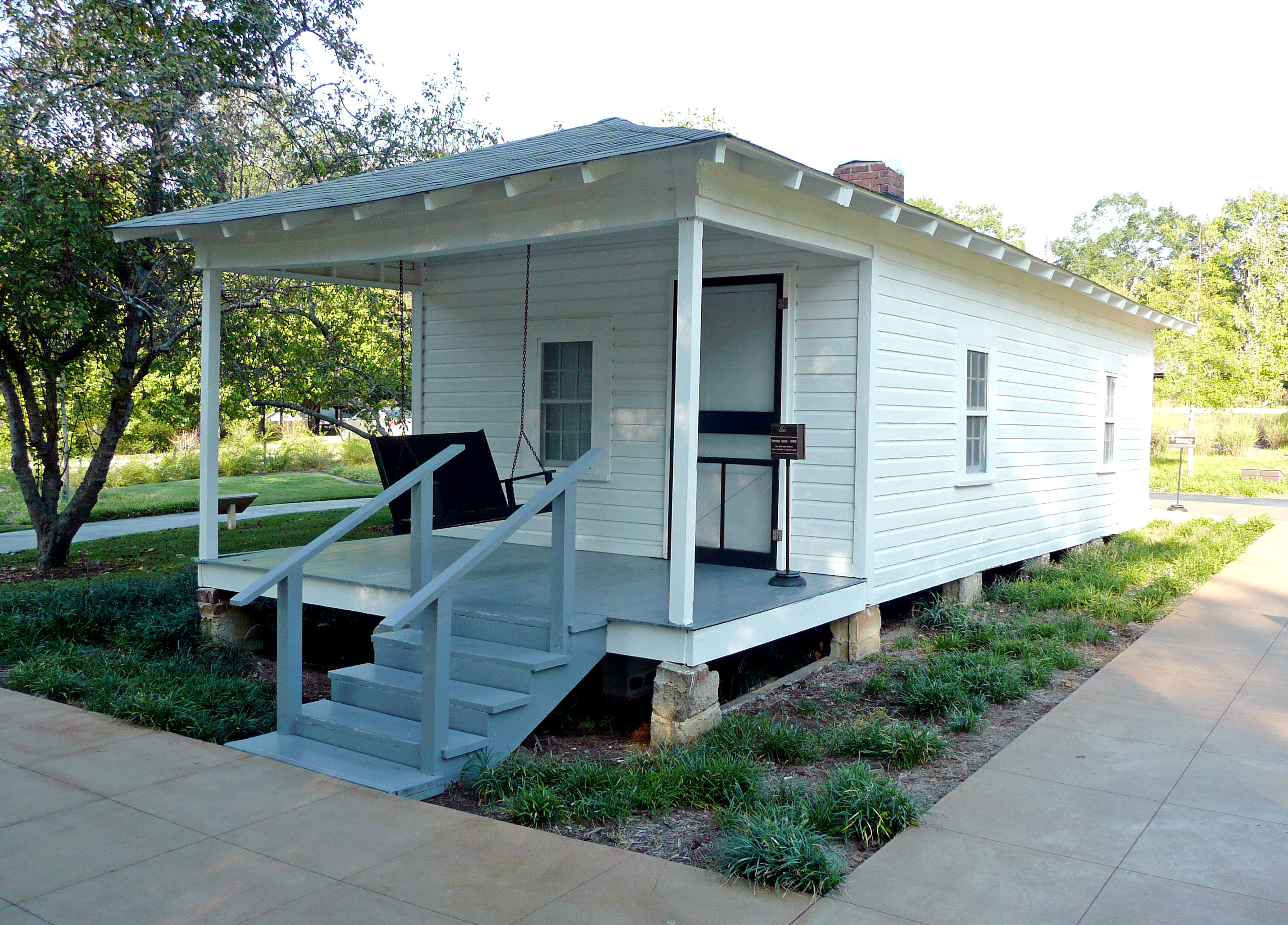
Het shotgun house in Tupelo waar Elvis Presley werd geboren.

Het shotgun house speelt een grote rol in de folklore en cultuur van de zuidelijke Verenigde Staten. Volgens bijgeloof worden geesten door shotgun houses aangetrokken omdat ze er in een rechte lijn doorheen kunnen vliegen, en liggen de deuren in sommige huizen opzettelijk niet op één lijn om deze geesten weg te houden. Shotgun houses zijn ook een voor de hand liggend symbool voor het leven in het zuiden. Elvis Presley werd in een shotgun house geboren, Aaron Neville van The Neville Brothers woonde erin als kind, en volgens bluesartiest David 'Honeyboy' Edwards overleed Robert Johnson in een shotgun house.
Kort voor zijn overlijden in 1997 huurde Jeff Buckley een shotgun house in Memphis, waarop hij zo verliefd werd dat hij contact opnam met de eigenaar om het eventueel te kopen. Dream brother, een door David Browne geschreven biografie van Jeff en Tim Buckley, begint met een omschrijving van dit huis en Jeff zijn bewondering ervoor.
Het Talking Heads-nummer 'Once in a Lifetime' uit 1980 heeft een van de bekendere verwijzingen naar een shotgun house: De openingszin van het nummer is: 'And you may find yourself living in a shotgun shack'.
John Mellencamp werd geïnspireerd tot het nummer 'Pink Houses' toen hij over een viaduct reed tijdens een rit van het vliegveld van Indianapolis naar zijn huis in Bloomington, Indiana. Een oude man zat naast dat viaduct voor zijn kleine roze shotgun house, met zijn kat in zijn armen, totaal niet verstoord door het verkeer dat over de snelweg in zijn voortuin raasde. 'Hij zwaaide, en ik zwaaide terug,' zei Mellencamp in een interview met Rolling Stone. 'Zo begon "Pink Houses".'
In het nummer 'We Take Care of Our Own' van Bruce Springsteen, van het album Wrecking Ball, verwijst hij naar shotgun houses: 'We take care of our own, from the shotgun shack to the Super Dome'.